# 나진초등학교 용창분교
나진초등학교 용창분교는 대한민국 전라남도 여수시에 있었던 공립 초등학교이다.

## 학교 연혁
- 1966년 3월 1일: 개교
- 2021년 2월 28일: 폐교[1]

## 참고 자료
- 나진초등학교용창분교장 - 한국교육학술정보원 학교알리미